# 尚圓王
尚圓（琉球語：〔〕／  ?；1415年—1476年）是琉球國第二尚氏王朝的第一代國王，也是琉球國歷史上第八位國王。1470年至1476年在位。即位前原名金丸（琉球語：／ ），童名思德金（琉球語：〔〕／ ），神號金丸按司添末續之王仁子（琉球語：〔〕／ ）。

## 生平
金丸出生於琉球國的伊是名島諸見村（今島尻郡伊是名村諸見）。據《中山世譜》記載，他「生而有賢德，輔父為耕。」1434年父母雙亡，他與弟弟尚宣威相依為命。金丸非常勤勞地耕作。有一年當地發生乾旱，其他人的田都乾涸了，唯獨金丸的田裡有水。鄰居們懷疑金丸使用不正當手段盜取了水源。1438年，金丸被迫帶著妻子和弟弟逃到了國頭間切（今國頭郡國頭村）。
1441年（正統六年），時年27歲的金丸與妻子、弟弟經過久志等地來到了首里，投奔越來王子（後來的尚泰久王），尚泰久見其舉動不凡，薦之於尚思達王，被封為家來赤頭。他為官勤勤恳恳，深受同僚尊敬。正是金丸如此工作，使他逐漸展露頭角，從下級役人逐漸升職。1452年，38歲的金丸被提拔為高級官員。
1453年，琉球國王尚金福死去，世子志魯與尚金福的弟弟布里爭奪王位，史稱「志魯布里之亂」。志魯、布里都在內亂中死去。在金丸的推薦下，越來王子尚泰久被擁上了王位。次年，金丸便因此功績，成為了西原間切的內間領主，據《中山世譜》記載，「僅歷一年，百姓大服，名聞於世」。而因其出色的能力和尚泰久王對其的寵信，金丸在政壇上順利升遷。1459年（天順三年），陞任御物城御鎖側官，掌管對外貿易的事務。御物城御鎖側官也是國王身邊的「取次職」，也就是說，群臣向國王上書必須經過金丸的轉送。
1460年，尚泰久王逝世，世子尚德即位。尚德並不像尚泰久王那樣信任金丸，而是對金丸十分疏遠。《中山世譜》記載尚德王是個暴君，金丸見尚德王無道，屢次犯顏進諫，尚德王皆不聽。於是金丸退隱於內間，時年54歲。
尚德王好大喜功，屢次遠征喜界島，大興土木，都令國人十分不滿。金丸藉職務之便分散財帛收買人心，得到了百姓的擁護。
1469年，尚德前往久高島祭祀時突然死去，世子尚中和即位。泊村的老人毛興文（安里大親清信）於朝堂上斥責尚德王是無道昏君，並稱贊金丸有賢德。於是群臣殺死尚中和，遣人前往內間迎立金丸。次年金丸即位，改名尚圓，並於1471年以世子身份向明朝報喪。明朝即派冊封使封之為王。
尚圓王即位後，建立了天王寺、龍福寺和崇元寺，並與明朝確定了二年一貢的朝貢制度。

## 家族
- 父：尚稷
- 母：瑞雲

- 妃：宇喜也嘉・世添大美御前加那志（號月光）
  - 長子：尚真
  - 長女：聞得大君加那志（童名音智殿茂金，初代聞得大君，號月清）

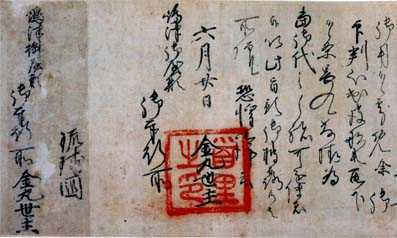
琉球國金丸世主書狀（1471年）

- 側室：君清らの按司加那志
  - 子：内間大親
- 側室：まむた親部之妹内間祝女
  - 子：章氏安谷屋若松
- 側室：平安山祝女
  - 子：楊太鶴（山內親方昌信）

## 腳注
1. ↑  明朝原欲派遣戶科都給事中丘弘為正冊封使，丘弘於途中病死，改由官榮代替。
2. ↑  《中山世譜》稱他升為「黃冠」，但「黃冠」是1524年琉球制定位階後才有的稱謂。

| 尚圓王          |                                    |                 |
| —               | 初代第二尚氏王朝國王 1470年—1476年 | 繼任： 尚宣威王 |
| 前任： 尚中和王 | 第十一代琉球國中山王 1470年—1476年 | 繼任： 尚宣威王 |